# Going back in time (Fools)
Going back in time is de enige single van de Volendamse band Fools, die de Nederlandse hitparade wist te halen. Het is een nummer van Pete Jozef, die verder onbekend bleef. De muziek verscheen voor wat betreft albums alleen op het verzamelalbum Veronica bedankt...en tot ziens.

## Hitnotering

### Nederlandse Top 40
| Hitnotering: week 5 t/m 9 in 1974 | Hitnotering: week 5 t/m 9 in 1974 | Hitnotering: week 5 t/m 9 in 1974 | Hitnotering: week 5 t/m 9 in 1974 | Hitnotering: week 5 t/m 9 in 1974 | Hitnotering: week 5 t/m 9 in 1974 | Hitnotering: week 5 t/m 9 in 1974 |
| Week:                             | 1                                 | 2                                 | 3                                 | 4                                 | 5                                 |                                   |
| --------------------------------- | --------------------------------- | --------------------------------- | --------------------------------- | --------------------------------- | --------------------------------- | --------------------------------- |
| Positie:                          | 29                                | 23                                | 21                                | 23                                | 37                                | uit                               |

### NederlandseDaverende 30
| Hitnotering: 9-2-1974 t/m 1-3-1974 | Hitnotering: 9-2-1974 t/m 1-3-1974 | Hitnotering: 9-2-1974 t/m 1-3-1974 | Hitnotering: 9-2-1974 t/m 1-3-1974 | Hitnotering: 9-2-1974 t/m 1-3-1974 |
| Week:                              | 1                                  | 2                                  | 3                                  |                                    |
| ---------------------------------- | ---------------------------------- | ---------------------------------- | ---------------------------------- | ---------------------------------- |
| Positie:                           | 26                                 | 20                                 | 25                                 | uit                                |